# Rosema (São Tomé i Príncipe)
Rosema és una localitat de São Tomé i Príncipe. Es troba al districte de Lembá, a la costa nord-oest de l'illa de São Tomé i al sud-oest del districte de districte de Lobata. La seva població és de 1.850 (2008 est.). Al nord-est hi ha el límit amb el districte de Lobata i al sud-est hi ha Neves.

## Evolució de la població
| 2001  | 2008  |
| 1.623 | 1.850 |